# Lyte Funkie Ones
Lyte Funkie Ones, vor allem bekannt unter der Abkürzung LFO, war eine US-amerikanische Boygroup. Die Pop- und Pop-Rap-Gruppe bestand zwischen 1995 und 2002 sowie in zwei späteren Neuformationen, die beide mit dem Tod eines Mitglieds endeten. Ihren größten Hit landete die Band um Leadsänger Rich Cronin 1999 mit der Single Summer Girls.

## Bandgeschichte

### 1995–2002
Sänger Richard „Rich“ Cronin (1974–2010) und das angehende Model Brad Fischetti (* 1975 in New York City) gründeten das Duo Lyte Funkie Ones (LFO) 1995 in Massachusetts. Im folgenden Jahr gingen sie nach Orlando, Florida, um mit dem Gründer der Boybands Backstreet Boys und *NSYNC, Lou Pearlman, zu arbeiten. Durch Brian „Grizz“ Gillis (1975–2023) zu einem Trio verstärkt, unterschrieb die Gruppe einen Vertrag bei Pearlmans TransCon Records. 1997 veröffentlichten LFO mit (Sex U Up) The Way You Like It und einer Coverversion von Step by Step von New Kids on the Block ihre ersten beiden Singles, konnten damit aber keine nennenswerten Erfolge verbuchen. Brian Gillis verließ die Gruppe Anfang des Jahres 1999 und wurde nach einem Vorsingen durch Harold „Devin“ Lima (1977–2018) ersetzt.
Wenig später gelang LFO mit neuem Stil der kommerzielle Durchbruch. Nach einem Remake der Bee-Gees-Nummer (If I) Can’t Have You erreichte auch die zweite Single-Auskopplung aus dem selbstbetitelten Debütalbum, Summer Girls, die Charts. Der von Cronin getextete Titel stieg im Laufe des Sommers 1999 bis auf Platz drei der Billboard Hot 100 und verkaufte sich insgesamt über eine Million Mal. Das dazugehörige Album erschien bei Arista Records und erreichte ebenfalls Platinstatus in den USA. Auch die folgende, Cronins Kurzzeitfreundin Jennifer Love Hewitt gewidmete Single, Girl on TV, wurde ein Top-10-Hit. Für das vergleichsweise geringe MTV-Airplay machten einige Musikjournalisten Hewitts Exfreund Carson Daly, seinerzeit Moderator der beliebten Sendung TRL, verantwortlich. Mit ihrem rockigeren zweiten Studioalbum Life Is Good konnten LFO trotz Features von M. O. P., Kelis und De La Soul nicht an den Erfolg von Summer Girls anknüpfen und gingen schließlich 2002 getrennte Wege.

### Neuformationen
Nachdem alle drei Mitglieder mehr oder weniger erfolgreiche Solokarrieren gestartet hatten, fanden sie 2009 wieder als Band zusammen. Eine bereits begonnene Tournee musste jedoch aufgrund des schlechten Gesundheitszustandes Rich Cronins abgebrochen werden. Am 8. September 2010 erlag Cronin einer fünfjährigen Leukämieerkrankung. LFO-Mitgründer Brad Fischetti würdigte seinen Kollegen postum als „einen der besten Rapper“ und begabten Freestyler, der es seiner Meinung nach mit Eminem hätte aufnehmen können.
2012 sorgte Fischetti für Negativschlagzeilen, als er vor einer Abtreibungsklinik in Orlando als Pro-Life-Aktivist in Erscheinung trat, indem er Patientinnen fotografierte und in den sozialen Medien zum Gebet für sie aufrief. 2017 kamen Fischetti und Devin Lima als Duo für eine LFO-Reunion zusammen und nahmen die Single Perfect 10 auf. Eine Operation, bei der Lima eine Niere und eine Nebenniere entfernt werden mussten, verhinderte eine geplante Tournee der beiden. Lima, der zeitweise als Schauspieler gearbeitet hatte, erlag am 21. November 2018 einer fortgeschrittenen Krebserkrankung der Nebennieren.
Brian Gillis, der bei den ersten beiden Singles der Gruppe mitgewirkt hatte, starb am 29. März 2023. Genaue Angaben zur Todesursache des 47-Jährigen wurden nicht öffentlich gemacht. Fischetti tritt als einziges verbliebenes Mitglied der Boygroup weiterhin unter dem Namen LFO auf, etwa 2020 als Support von O-Town.

## Stil und Rezeption
Matt Collar beschrieb den Musikstil von LFO für AllMusic als „unbekümmerte Mischung aus Pop, Hip-Hop und R&B“. Insbesondere Rich Cronin war mit dem an anderen Boygroups wie Backstreet Boys und *NSYNC orientierten Dance-Pop der ersten beiden Singles unzufrieden und strebte einen Sound wie Sugar Ray an. Diesen verwirklichten LFO auf ihrem zweiten Album zumindest teilweise, während sie im Zuge der Reunion 2009 mit Summer of My Life sogar eine Pop-Punk-Nummer produzierten. Cronin selbst bezeichnete seine Musik einmal als „Hip-Hop mit einem Hootie-and-the-Blowfish-Feeling“.
Aufgrund des großen Erfolges von Summer Girls werden LFO rückblickend oft als One-Hit-Wonder wahrgenommen. Dass Cronin den auch als „Abercrombie & Fitch Song“ bekannten Sommerhit selbst geschrieben hatte, veranlasste Arista-Gründer Clive Davis 1999 im Interview mit Billboard zu der Aussage, LFO würden „den Standard (für Boybands) heben“. Ann Powers schrieb 2000 für die New York Times über ein Konzert der Gruppe:

“LFO plays things a little risky, teasing fans at the boundaries of sex and race. At Irving Plaza on Friday, its arrogance added something to the boy-band lexicon. When LFO did succumb to a big ballad, however, the sound became generic and dull. Cockiness is the group’s best quality; it has no talent for being soft.”

„LFO gehen etwas gewagt vor, indem sie die Fans an den Grenzen von Sex und Rasse necken. Am Freitag fügten sie in der Irving Plaza mit ihrer Arroganz dem Boyband-Lexikon etwas hinzu. Als sie jedoch einer großen Ballade erlagen, wurde der Sound generisch und langweilig. Frechheit ist die beste Qualität der Gruppe; sie hat kein Talent, weich zu sein.“

## Diskografie

### Studioalben
| Jahr | Titel        | Höchstplatzierung, Gesamtwochen, AuszeichnungChartplatzierungen (Jahr, Titel, Platzierungen, Wochen, Auszeichnungen, Anmerkungen) | Höchstplatzierung, Gesamtwochen, AuszeichnungChartplatzierungen (Jahr, Titel, Platzierungen, Wochen, Auszeichnungen, Anmerkungen) | Höchstplatzierung, Gesamtwochen, AuszeichnungChartplatzierungen (Jahr, Titel, Platzierungen, Wochen, Auszeichnungen, Anmerkungen) | Höchstplatzierung, Gesamtwochen, AuszeichnungChartplatzierungen (Jahr, Titel, Platzierungen, Wochen, Auszeichnungen, Anmerkungen) | Höchstplatzierung, Gesamtwochen, AuszeichnungChartplatzierungen (Jahr, Titel, Platzierungen, Wochen, Auszeichnungen, Anmerkungen) | Anmerkungen                                                 |
| Jahr | Titel        | DE | AT | CH | UK | US | Anmerkungen                                                 |
| ---- | ------------ | --- | --- | --- | --- | --- | ----------------------------------------------------------- |
| 1999 | LFO          | — | — | — | UK62 (2 Wo.)UK | US21 Platin · (52 Wo.)US | Erstveröffentlichung: 24. August 1999 Verkäufe: + 1.000.000 |
| 2001 | Life Is Good | — | — | — | — | US75 (17 Wo.)US | Erstveröffentlichung: 26. Juni 2001                         |

### Singles
| Jahr | Titel Album                          | Höchstplatzierung, Gesamtwochen, AuszeichnungChartplatzierungen (Jahr, Titel, Album, Platzierungen, Wochen, Auszeichnungen, Anmerkungen) | Höchstplatzierung, Gesamtwochen, AuszeichnungChartplatzierungen (Jahr, Titel, Album, Platzierungen, Wochen, Auszeichnungen, Anmerkungen) | Höchstplatzierung, Gesamtwochen, AuszeichnungChartplatzierungen (Jahr, Titel, Album, Platzierungen, Wochen, Auszeichnungen, Anmerkungen) | Höchstplatzierung, Gesamtwochen, AuszeichnungChartplatzierungen (Jahr, Titel, Album, Platzierungen, Wochen, Auszeichnungen, Anmerkungen) | Höchstplatzierung, Gesamtwochen, AuszeichnungChartplatzierungen (Jahr, Titel, Album, Platzierungen, Wochen, Auszeichnungen, Anmerkungen) | Anmerkungen                                                |
| Jahr | Titel Album                          | DE | AT | CH | UK | US | Anmerkungen                                                |
| ---- | ------------------------------------ | --- | --- | --- | --- | --- | ---------------------------------------------------------- |
| 1998 | Can’t Have You LFO                   | — | — | — | UK54 (2 Wo.)UK | US70 (4 Wo.)US | Erstveröffentlichung: 13. Oktober 1998 feat. Kayo          |
| 1999 | Summer Girls LFO                     | DE56 (9 Wo.)DE | — | — | UK16 (9 Wo.)UK | US3 Platin · (17 Wo.)US | Erstveröffentlichung: 29. Juni 1999 Verkäufe: + 1.300.000  |
| 1999 | Girl on TV LFO                       | DE80 (5 Wo.)DE | — | — | UK6 (12 Wo.)UK | US10 Gold · (17 Wo.)US | Erstveröffentlichung: 2. November 1999 Verkäufe: + 500.000 |
| 2000 | I Don’t Wanna Kiss You Goodnight LFO | — | — | — | — | US61 (5 Wo.)US | Erstveröffentlichung: 21. März 2000                        |
| 2000 | West Side Story LFO                  | — | — | — | — | US84 (4 Wo.)US | Erstveröffentlichung: 18. Juli 2000                        |
| 2001 | Every Other Time Life Is Good        | DE98 (2 Wo.)DE | — | — | UK24 (3 Wo.)UK | US44 (18 Wo.)US | Erstveröffentlichung: 29. Mai 2001                         |

Weitere Singles
- 1997: (Sex U Up) The Way You Like It
- 1997: Step by Step (New-Kids-on-the-Block-Cover)
- 2002: Life Is Good (feat. M. O. P.)
- 2017: Perfect 10